# Ардем Патапутян
Ардем Патапутян (2 жовтня 1967 , Бейрут, Ліван ) — лівансько-американський науковець у галузі біофізики, молекулярної біології, електрофізіології, нейробіології, найбільше відомий через відкриття іонних каналів, що відповідають за механорецепцію. Лауреат Нобелівської премії з фізіології або медицини за 2021 рік разом з Девідом Джуліусом. Член Національної академії наук США з 2017 року.

## Біографія
Ардем народився в Лівані, в родині вірменського походження. В 1985 році навчається у Американському університеті Бейрута. В 1986 року переїхав до США. Навчався в Університеті Каліфорнії в Лос-Анжелесі, який закінчив 1990 року. Навчався в аспірантурі в Каліфорнійському технологічному інституті під керівництвом Барбари Волд. Здобув ступінь доктора філософії 1996 року. Надалі був постдокторським дослідником у лабораторії Луїса Рейчарда в Університеті Каліфорнії в Сан-Франциско. З 2000 року працює у неприбутковій дослідницькій організації «Scripps Research», де станом на 2021 рік обіймає посаду професора відділу нейронаук.
В 2000—2014 роках паралельно працював в Інституті геноміки компанії «Novartis».

## Науковий внесок

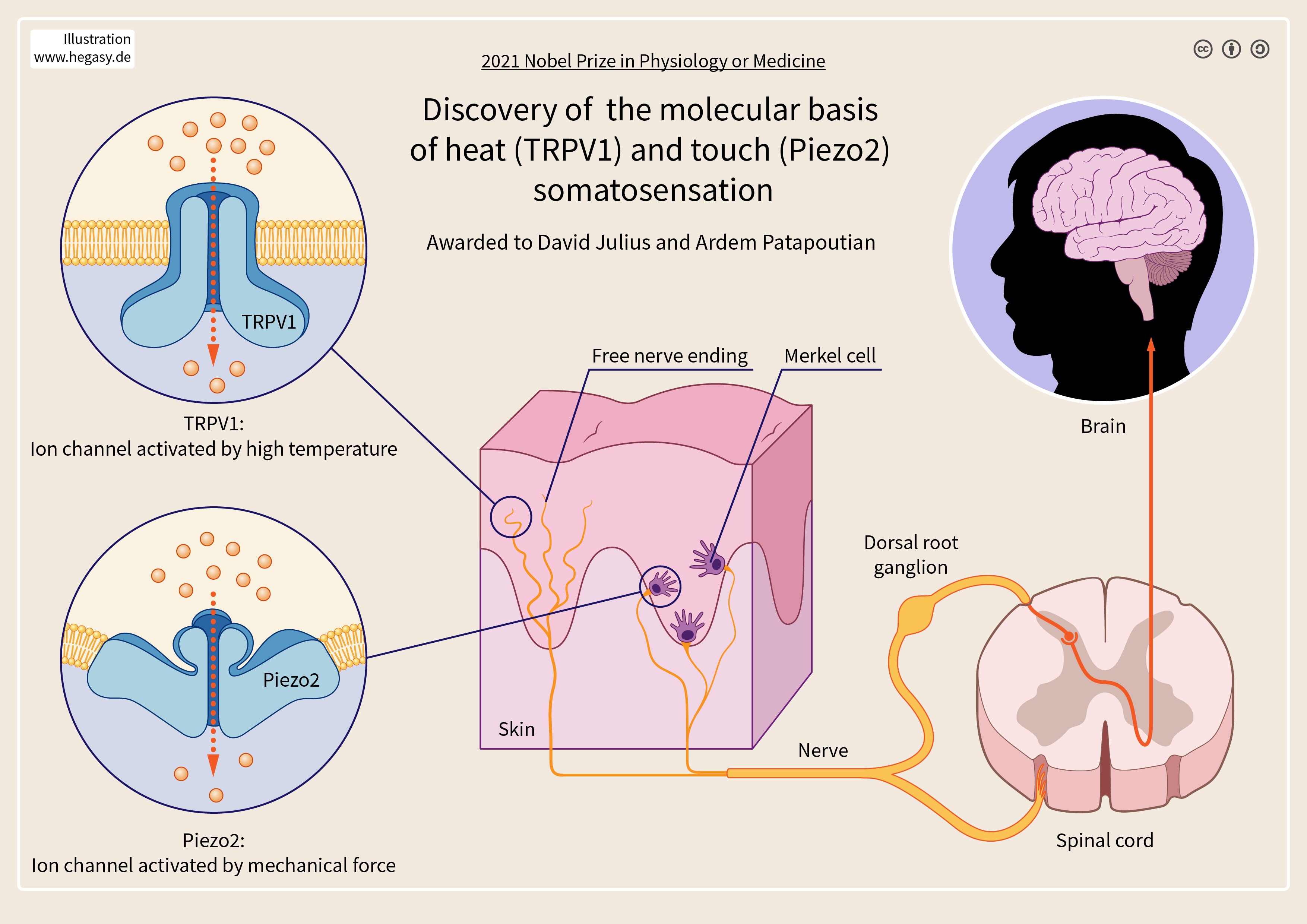
Ілюстрація відриттів, за які присуджено Нобелівську премію 2021

Група під керівництвом Патапутяна на початку 2000-х років визначила TRPM8 як іонний канал, що є рецептором ментолу та низьких температур в організмі ссавців (одночасно з групою Девіда Джуліуса). На початку 2010-х років під керівництвом Патапутяна було виявлено, клоновано та описано гени та білки механорецепторів ссавців PIEZO1 та PIEZO2.

## Визнання
Серед нагород Патапутяна:
- 2006: Премія молодого дослідника від Американського товариства нейронаук[en]
- 2014: Дослідник Інституту Говарда Г'юза
- 2016: член Американської асоціації сприяння розвитку науки
- 2017: член Національної академії наук США [5]
- 2017: премія В. Олдена Спенсера[en][6]
- 2019: премія Розенстіла[en][7]
- 2020: член Американської академії мистецтв і наук[8]
- 2020: премія «BBVA Foundation Frontiers of Knowledge Awards»  з біології та медицини[9]
- 2020: премія Кавлі з нейронауки[10]
- 2021: Нобелівська премія з фізіології або медицини [11][12][13]

## Наукові праці
Серед важливих наукових праць:
- Peier AM, Moqrich A, Hergarden AC, Reeve AJ, Andersson DA, Story GM, Earley TJ, Dragoni I, McIntyre P, Bevan S, Patapoutian A. A TRP channel that senses cold stimuli and menthol. Cell 2002:108:705-715
- Coste B, Mathur J, Schmidt M, Earley TJ, Ranade S, Petrus MJ, Dubin AE, Patapoutian A. Piezo1 and Piezo2 are essential components of distinct mechanically activated cation channels. Science 2010:330: 55-60
- Ranade SS, Woo SH, Dubin AE, Moshourab RA, Wetzel C, Petrus M, Mathur J, Bégay V, Coste B, Mainquist J, Wilson AJ, Francisco AG, Reddy K, Qiu Z, Wood JN, Lewin GR, Patapoutian A. Piezo2 is the major transducer of mechanical forces for touch sensation in mice. Nature 2014:516:121-125
- Woo S-H, Lukacs V, de Nooij JC, Zaytseva D, Criddle CR, Francisco A, Jessell TM, Wilkinson KA, Patapoutian A. Piezo2 is the principal mechonotransduction channel for proprioception [Архівовано 10 жовтня 2021 у Wayback Machine.]. Nature Neuroscience 2015:18:1756-1762